# Montpezat (Gard)
Montpezat település Franciaországban, Gard megyében. Lakosainak száma 1398 fő (2022. január 1.). Montpezat Combas, Parignargues, Saint-Côme-et-Maruéjols, Saint-Mamert-du-Gard és Souvignargues községekkel határos.

## Népesség
A település népességének változása:
| Lakosok száma | 465  | 589  | 671  | 1033 | 1039 | 1083 | 1234 | 1367 | 1388 | 1398 |
|               | 1968 | 1982 | 1990 | 2006 | 2013 | 2015 | 2017 | 2019 | 2020 | 2022 |